# Michel Rousseau
Michel Rousseau (París, 5 de febrer de 1936 - Sent Irièg de Glandon, 23 de setembre de 2016) va ser un ciclista francès, que fou professional entre 1958 i 1967.
El 1956 va prendre part en els Jocs Olímpics de Melbourne, en què guanyà una medalla d'or en la prova de velocitat individual, per davant de Guglielmo Pesenti i Dick Ploog.
Com a professional destaquen cinc campionats nacionals de velocitat i un del món de la mateixa especialitat.
Després de passar pel Canadà, Sud-àfrica i Austràlia va tornar a França, on es va establir a l'Alta Viena, on va morir el 2016.

## Palmarès
- 1956
  -  Campió del món amateur de velocitat
  -  Medalla d'or als Jocs Olímpics de Melbourne en velocitat
  - 1r al Gran Premi de París en velocitat amateur
- 1957
  -  Campió del món amateur de velocitat
- 1958
  -  Campió del món de velocitat
- 1959
  -  Campió de França de velocitat
- 1960
  -  Campió de França de velocitat
- 1961
  -  Campió de França de velocitat
- 1962
  -  Campió de França de velocitat
- 1967
  -  Campió de França de velocitat